# Premi Magritte 2019

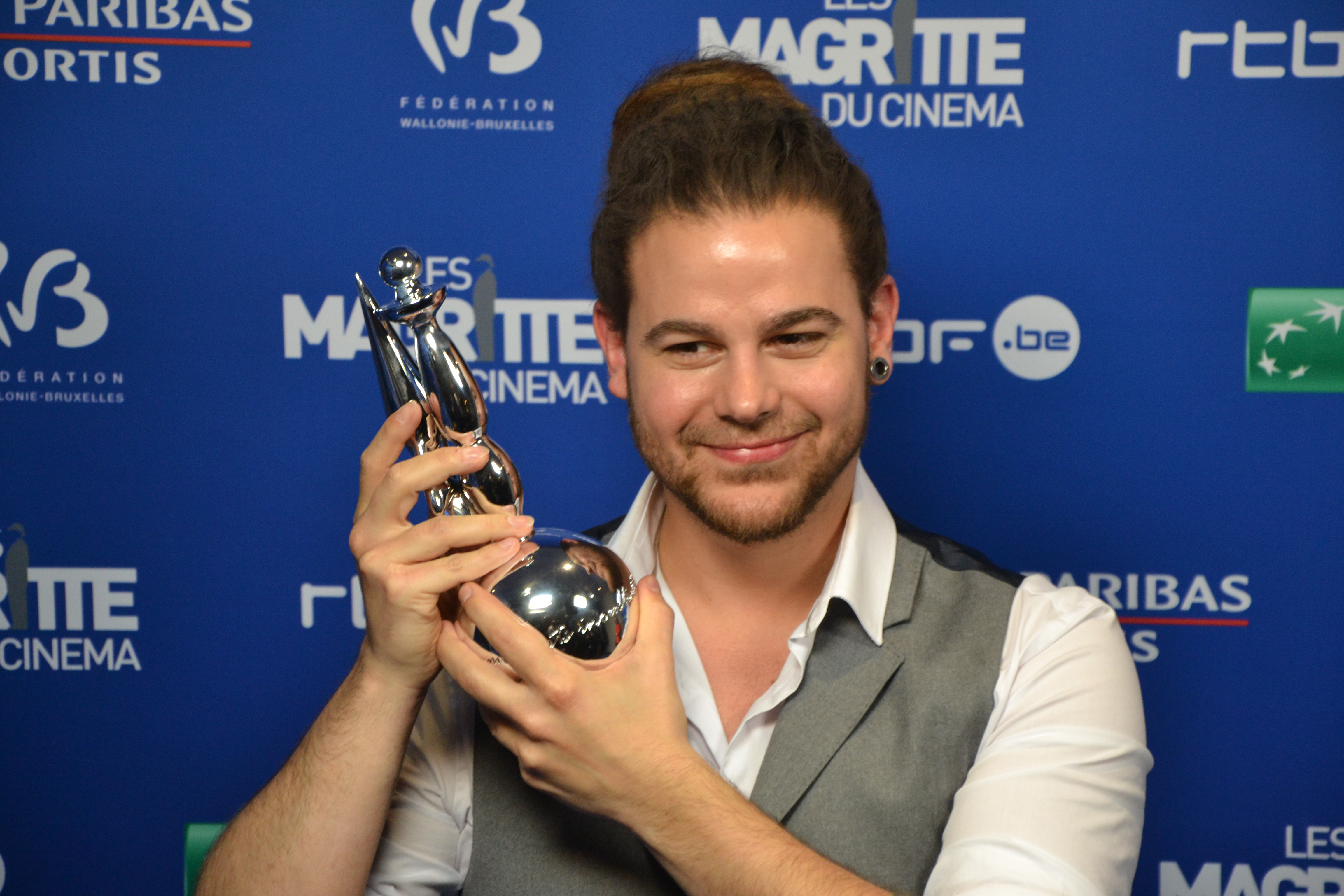
Simon Fransquet con il Magritte per la migliore colonna sonora

La cerimonia di premiazione della 9ª edizione dei Premi Magritte si è svolta il 2 febbraio 2019 al centro congressi Square di Bruxelles. L'evento è stato presentato da Alex Vizorek.

## Vincitori e candidati
Vengono di seguito indicati in grassetto i vincitori. Ove ricorrente e disponibile, viene indicato il titolo in lingua italiana e quello in lingua originale tra parentesi.
Miglior film
- Le nostre battaglie (Nos batailles), regia di Guillaume Senez
  - Bitter Flowers, regia di Olivier Meys
  - Laissez bronzer les cadavres, regia di Hélène Cattet e Bruno Forzani
  - Dany (Mon Ket), regia di François Damiens
  - Tueurs, regia di Jean-François Hensgens e François Troukens

Miglior regista
- Guillaume Senez - Le nostre battaglie (Nos batailles)
  - Olivier Meys - Bitter Flowers
  - Hélène Cattet e Bruno Forzani - Laissez bronzer les cadavres
  - Jean-François Hensgens e François Troukens - Tueurs

Miglior film straniero in coproduzione
- L'uomo che uccise Don Chisciotte (The Man Who Killed Don Quixote), regia di Terry Gilliam
  - Morto Stalin, se ne fa un altro (The Death of Stalin), regia di Armando Iannucci
  - Nico, 1988, regia di Susanna Nicchiarelli
  - The Happy Prince - L'ultimo ritratto di Oscar Wilde (The Happy Prince), regia di Rupert Everett

Migliore sceneggiatura originale o adattamento
- Lukas Dhont e Angelo Tijssens - Girl
  - Olivier Meys e Maarten Loix - Bitter Flowers
  - Sam Garbarski - Bye Bye Germany (Es war einmal in Deutschland...)
  - Guillaume Senez - Le nostre battaglie (Nos batailles)

Miglior attore
- Victor Polster - Girl
  - Benoît Poelvoorde - Au poste!
  - François Damiens - Dany (Mon Ket)
  - Olivier Gourmet - Tueurs

Migliore attrice
- Lubna Azabal - Tueurs
  - Yolande Moreau - I Feel Good
  - Cécile de France - Lady J (Mademoiselle de Joncquières)
  - Natacha Régnier- Une part d'ombre

Miglior attore non protagonista
- Arieh Worthalter - Girl
  - Pierre Nisse - Laissez bronzer les cadavres
  - Bouli Lanners - Tueurs
  - Yoann Blanc - Une part d'ombre

Migliore attrice non protagonista
- Lucie Debay - Le nostre battaglie (Nos batailles)
  - Tania Garbarski  - Bye Bye Germany (Es war einmal in Deutschland...)
  - Salomé Richard - La part sauvage
  - Erika Sainte - Une part d'ombre

Migliore promessa maschile
- Thomas Mustin - Lo scambio di principesse (L'Échange des princesses)
  - Matteo Salamone - Dany (Mon Ket)
  - Basile Grunberger - Le nostre battaglie (Nos batailles)
  - Baptiste Lalieu - Une part d'ombre

Migliore promessa femminile
- Lena Girard Voss - Le nostre battaglie (Nos batailles) 
  - Nawell Madani - C'est tout pour moi
  - Anaël Snoek - Les Garçons sauvages
  - Bérénice Baoo - Tueurs
  - Myriem Akheddiou - Une part d'ombre

Miglior fotografia
- Manuel Dacosse - Laissez bronzer les cadavres
  - Frank van den Eeden - Girl
  - Jean-François Hensgens - Tueurs

Miglior sonoro
- Yves Bemelmans, Dan Bruylandt, Olivier Thys e Benoît Biral - Laissez bronzer les cadavres
  - Yanna Soentjens - Girl
  - Marc Engels, Thomas Gauder e Ingrid Simon - Tueurs

Migliore scenografia
- Alina Santos - Laissez bronzer les cadavres
  - Véronique Sacrez - Bye Bye Germany (Es war einmal in Deutschland...)
  - Philippe Bertin - Girl

Migliori costumi
- Nathalie Leborgne - Bye Bye Germany (Es war einmal in Deutschland...) 
  - Catherine van Bree - Girl
  - Jackye Fauconnier - Laissez bronzer les cadavres

 Migliore colonna sonora 
- Simon Fransquet - Au temps où les Arabes dansaient
  - Manuel Roland e Maarten Van Cauwenberghe - La part sauvage
  - Vincent Liben - Une part d'ombre

Miglior montaggio
- Julie Brenta - Le nostre battaglie (Nos batailles)
  - Alain Dessauvage - Girl
  - Bernard Beets - Laissez bronzer les cadavres

Miglior cortometraggio cinematografico
- Icare, regia di Nicolas Boucart

Miglior cortometraggio di animazione
- La bague au doigt, regia di Gerlando Infuso

Miglior documentario
- Ni juge, ni soumise, regia di Yves Hinant e Jean Libon

Miglior opera prima
- Bitter Flowers, regia di Olivier Meys
  - La part sauvage, regia di Guérin Van de Vorst
  - Tueurs, regia di François Troukens e Jean-François Hensgens
  - Une part d'ombre, regia di Samuel Tilman

Premio onorario
- Raoul Servais